# Evangeline Barongo
Evangeline Barongo là một nhà văn người Uganda chuyên về văn học thiếu nhi. Barongo là một thành viên sáng lập của Hiệp hội các nhà văn và minh họa trẻ em Uganda (UCWIA), một nền tảng tập hợp các nhà văn và họa sĩ viết và vẽ sách, thư viện, giáo viên, nhà xuất bản và công ty bán sách trẻ em. Bà cũng là thành viên của Hiệp hội Đọc sách Uganda (RAU), Hiệp hội Thông tin và Thư viện Uganda và Hội đồng Quốc tế về Sách dành cho Thanh niên (IBBY) Uganda được thành lập vào năm 2004. Bà đã phục vụ trong hội đồng quản trị của National Book Trust của Uganda kể từ khi thành lập vào năm 1997.

## Cuộc sống và giáo dục ban đầu
Bà được đào tạo như một y tá mẫu giáo và làm việc cho một năm ở Anh sau khi học một khóa học về tâm lý học của trẻ em. Sau đó, Bà nhận được bằng tốt nghiệp Khoa học Thư viện từ Đại học Bayero Kano ở Nigeria trước khi làm thư viện tại trường đại học. Bà trở về Uganda năm 1986 để làm việc với Hội đồng Thư viện Công cộng Uganda trong khi điều hành một dịch vụ thư viện cho trẻ em ở Kampala. Năm 1991, Barongo giành được học bổng hai tháng tại Thư viện Thanh niên Quốc tế ở München.

## Viết văn
Barongo đã thực hiện các dự án của trẻ em ở Thụy Điển, Nam Phi và Hoa Kỳ. Bà viết bằng cả tiếng Anh và tiếng Runyoro, tiếng mẹ đẻ của mình. Sách của bà được bán ở châu Âu và đã giành được nhiều giải thưởng, trong đó có tác giả NABOTU của năm 2008. Barongo hiện đã nghỉ hưu từ các dịch vụ dân sự nhưng vẫn sở hữu một hiệu sách ở Hoima và tiếp tục viết cho trẻ em và tham gia vào hoạt động xúc tiến trẻ em đọc sách.